# Телегина, Валентина Фёдоровна
Валентина Фёдоровна Телегина (5 сентября 1945 — 24 октября 2017) — советская и российская поэтесса, публицист. Член Союза писателей СССР с 1977 года и России. Лауреат премии имени Д.Н Мамина-Сибиряка (2006).

## Биография
Родилась в посёлке недалеко от города Уральска в Казахстане 5 сентября в 1945 году, куда в самом начале войны была эвакуирована её семья. Отец трудился на железной дороге, а мать домохозяйничала и воспитывала девятерых детей. Семья жила в деревянном бараке бедно. Из-за тяжелой болезни позвоночника Валентина в детстве постоянно находилась в больницах и санаториях. Именно в это время и появились её первые поэтические строчки. В 5-й класс она пошла в областном центре, стала постоянно находиться в интернате для детей железнодорожников.
Её стихи в тринадцатилетнем возрасте стали печататься в «Пионерской правде», в казахстанской газете «Дружные ребята». С 8-го класса активно посещала и участвовала в мероприятиях литобъединения при областной газете «Приуралье». В юном возрасте участница совещания молодых авторов, который проходил в городе Актюбинске. 
В 1963 году, завершив обучение в школе, уехала в Республику Коми. Там трудоустроилась экспедитором, затем работала секретарем в республиканском Верховном суде, позже её перевели в Воркуту на должность нотариуса. Работала и архивариусом в народном суде Воркуты, техником в районе кабельных и радиорелейных магистралей. В 1967 году принимала участие в семинаре молодых писателей, который состоялся в Казани. На этом форуме московский поэт Алексей Смольников убедил начать обучение в Литературном институте имени А.М. Горького, который она успешно окончила в 1972 году. Училась у поэта Льва Ошанина. Была близко знакома с поэтом Николаем Рубцовым. В 1969 году был опубликован первый её авторский сборник стихов «Полынь». 
С 1972 года проживала в городе Перми. Трудилась литературным сотрудником в газетах "Звезда" и "Большая Кама". В 1976 году в московское издательство "Современник" издало второй сборник её стихов "Серебристый мой тополь". В 1977 году она была принята в Союз писателей СССР. Является автором четырнадцати книг и сборников.
В 2013 году переехала к сыну в Березники Пермского края. Умерла 24 октября 2017 года.

## Награды и премии
- 2006 - Лауреат премии имени Д.Н. Мамина-Сибиряка.
- 2006 - Лауреат премии Пермского края в сфере культуры и искусства.
- 2007 - Почётная грамота Министерства культуры Российской Федерации.
- 2007 - Почётная грамота Профсоюза работников культуры РФ.
- 2012 - Орден Ф.М. Достоевского I степени.
- 2007 - «Ветеран труда».